# Béla Barényi
Béla Barényi, född den 1 mars 1907 i Hirtenberg, död den 30 maj 1997 i Böblingen, var en ungersk ingenjör och uppfinnare.
Bela Barenyi var en föregångare inom passiv säkerhet för fordon och han innehade mer än 2 500 patent inom området. Han utvecklade många viktiga säkerhetsinnovationer inklusive den deformerbara rattstången och den krocksäkra passagerarcellen.
Efter att ha studerat mekanik och elektroteknik arbetade Barenyi för biltillverkare som Austro-Fiat, Steyr och Adler. Han arbetade med innovationer för ökad passiv säkerhet i bilar. Tanken var att dela upp ett motorfordons struktur i sektioner så att energin från en kollision skulle absorberas, vilket skyddade de åkande från de fulla effekterna av kollisionen. 1937 ansökte han om patent på ett "motorfordon med kaross uppdelad i tre delar", som han sedan successivt förfinade under de följande åren.
1939 kom Barényi till Daimler-Benz AG. Här utvecklade han världens första heltäckande fordonssäkerhetsprogram inriktat på att förebygga skador vid en bilolycka. Han identifierade risker och uppfann säkerhetsfunktioner som minskade skador på både passagerare och fotgängare. Han utvecklade också innovationer inom energiabsorption som förbättrade färdkvaliteten. Den första modell där konceptet implementerades var Typ 180, som introducerades 1953.
Patentansökan för en personbilskaross med krocksäkert passagerarutrymme och deformationszoner lämnades in 1951 och det första fordonet konstruerat enligt detta patent var Typ 220b från 1959. Vid en olycka är motor- och bagageutrymme avsiktligt utformade för att deformeras och absorbera energin från kollisionen, vilket lämnar passagerarna sittande i en stark, krocksäker burstruktur.
1994 valdes Barényi in i Automotive Hall of Fame.